# Polder Bramel

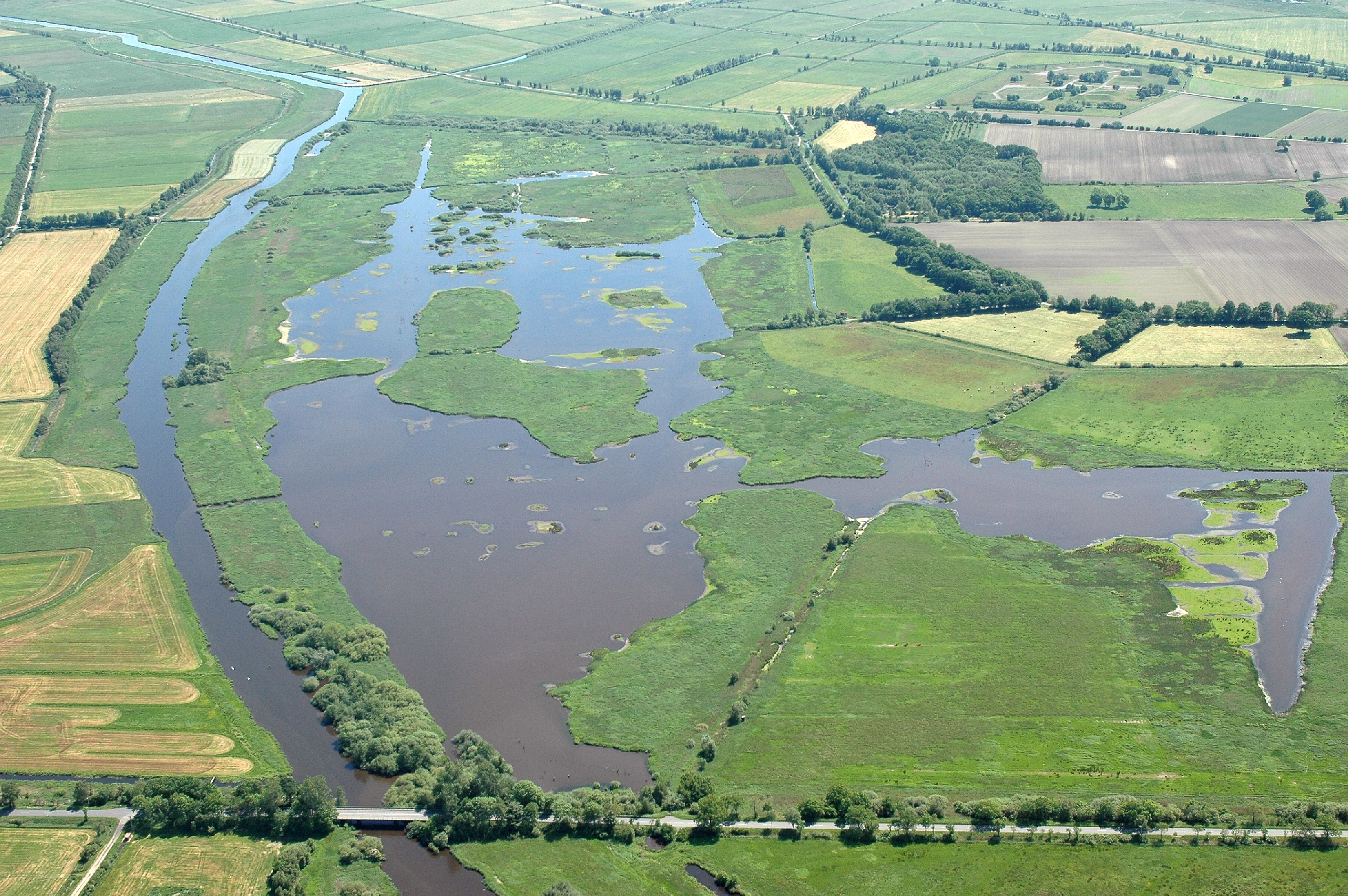
Polder Bramel (Luftbild, links die zum Schifffahrtsweg Elbe-Weser ausgebaute Geeste)

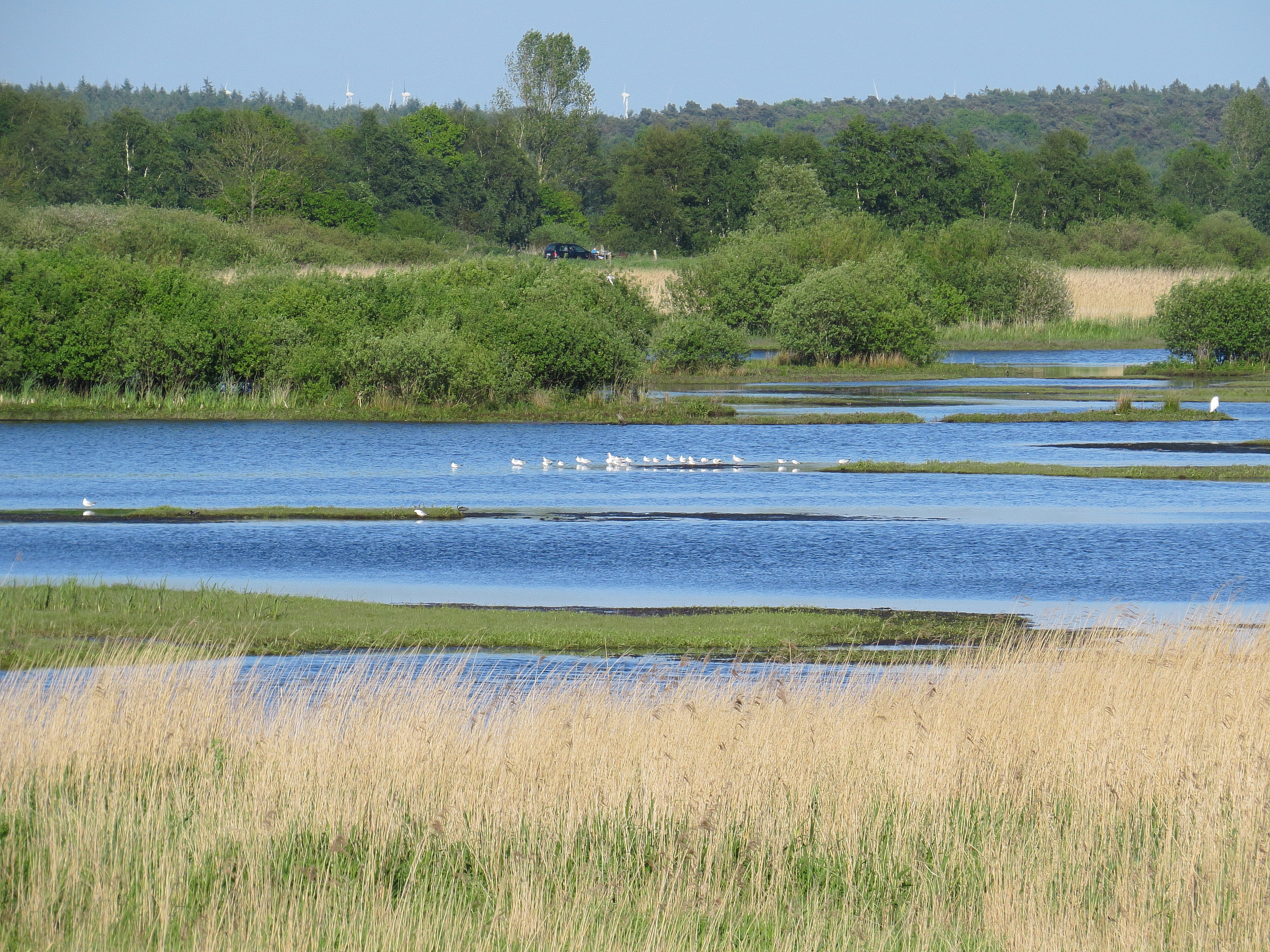
Teil der wiedervernässten Fläche des Polder Bramel

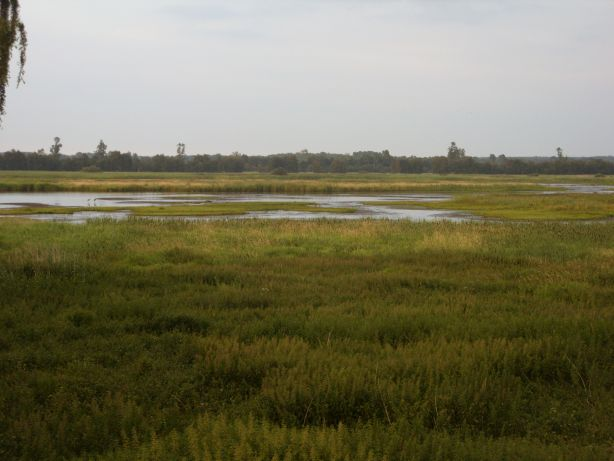
Polder Bramel

Der Polder Bramel ist ein Überschwemmungsgebiet in der Einheitsgemeinde Schiffdorf im Landkreis Cuxhaven. Es liegt nordöstlich von Bramel im Auengebiet der Geeste.
Der Polder, der rund 150 Hektar groß ist, entstand im 19. Jahrhundert durch Begradigung und Bedeichung der Geeste. Das vormals natürlich überschwemmte Gelände wurde entwässert und kultiviert, noch vorkommende natürliche Überschwemmungen wurden durch den Generalplan zur großräumigen Entwässerung 1959 zurückgehalten. Durch Sackungen des entwässerten Niedermoorbodens kam es bereits Ende der 1970er-Jahre zu ersten Deichbrüchen. Da die Fortführung der landwirtschaftlichen Nutzung immer aufwendiger wurde und nur noch durch Deichsanierungen und fortlaufende Entwässerungsmaßnahmen aufrechterhalten werden konnte, wurde der Polder 1994 aufgegeben und im Sommer 1995 durch drei Deichdurchstiche wieder mit der Geeste verbunden. Dadurch wurde das Gelände großflächig geflutet. Es entstand ein Biotop mit Wasserflächen, Schlickbänken, Feuchtwiesen und ungenutzten Flächen.
Heute präsentiert sich der Polder Bramel als ganzjährig weiträumig überflutetes, vegetationsarmes Feuchtgebiet mit Röhrichtzonen und Grünlandbereichen. In den Randbereichen findet eine extensive Bewirtschaftung des Grünlandes statt.
Der Polder Bramel ist Lebensraum für Wasser-, Wat- und Wiesenvögel und ein bedeutendes Rast- und Überwinterungsgebiet für Zugvögel. So kommen hier u. a. See- und Fischadler, Blaukehlchen und Eisvogel vor. Weiterhin sind u. a. Wasser- und Teichfledermaus und Fischotter hier heimisch.
Der nördlich des Naturschutzgebietes „Sellstedter See und Ochsentriftmoor/Wildes Moor“ liegende Polder bildet mit diesem und dem in das Naturschutzgebiet einbezogenen Polder Glies einen Biotopverbund.
Im Süden des Polders befindet sich ein Aussichtsturm, von dem aus das Gelände eingesehen werden kann.